# Palais Sotto Mayor
Le palais Sotto Mayor (en portugais : Palácio Sotto Mayor) est un palais de style classique français situé à Lisbonne.

## Histoire
Le palais a été construit pour Cândido Sotto Mayor, un aristocrate portugais, industriel, fondateur de Banco Sotto Mayor et l'homme le plus riche du Portugal à l'époque, pour lui servir de résidence dans les nouvelles avenues construites à la fin du XIXe siècle à Lisbonne. Il a été édifié de 1902 à 1906.
En 1988, le palais Sotto Mayor est devenu un bien d'intérêt public.
Après un incendie, la Chambre municipale de Lisbonne a mis en œuvre un plan de requalification et de rénovation du palais. Ces plans prévoyaient une annexe sur le côté du palais, et quelques changements mineurs au palais lui-même. Ces transformations ont préparé le palais à sa nouvelle fonction de centre commercial et de siège de l'ambassade de Colombie au Portugal.

## Sources
- (pt) « DGPC | Pesquisa Geral », Patrimonio Cultural (consulté le 22 mars 2022)
- (pt) « RE: Palacio Sotto Mayor », Geneall (consulté le 22 mars 2022)
- (pt) « Negócios: Cotações, Mercados, Economia, Empresas », Jornal de Negócios (consulté le 22 mars 2022)

- (en) Cet article est partiellement ou en totalité issu de l’article de Wikipédia en anglais intitulé « Sotto Mayor Palace » (voir la liste des auteurs).